# Uomo universale (Gunther Stilling)

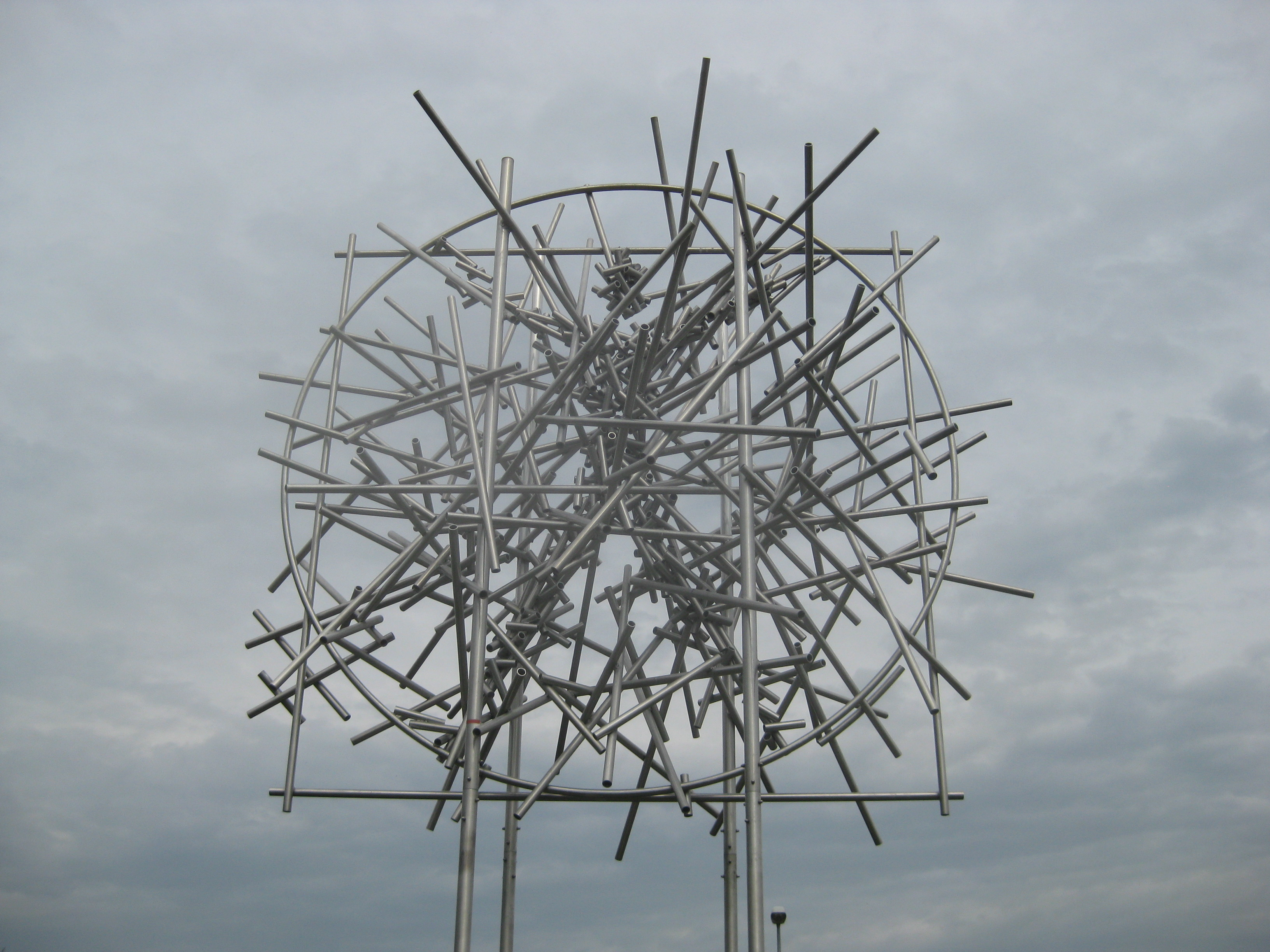
Leingarten, Stillingkreisel mit der Skulptur „Uomo universale“ von Gunther Stilling, Ausschnitt

Uomo universale ist die Bezeichnung einer Skulptur inmitten eines Kreisverkehrs in der Stadt Leingarten in Baden-Württemberg. Geschaffen wurde sie von Gunther Stilling.

## Lage
Die Skulptur befindet sich im Norden der Stadt Leingarten am Eingang des Ortsteils Schluchtern. Der nach ihr benannte Stillingkreisel, ein Kreisverkehr, verbindet die nördliche Einfahrt der B 293 mit der Kirchhausener Straße, die von Leingarten nach Kirchhausen führt. Etwa 200 m südlich befindet sich an der südlichen Einfahrt der B 293 der Guillaubeykreisel.
Der Standort der Skulptur ist einer von fünf Plätzen, für die 2007/2008 im Rahmen eines Bildhauersymposiums in Leingarten Skulpturen geschaffen wurden. In südlicher Richtung folgen der Guillaubeykreisel, der Viktorplatz und der Simmondskreisel und schließlich im Südosten der Cpajakkreisel.

## Mittelinsel
Die große Mittelinsel wird von einer dichten, fast mannshohen Hecke aus Kirschlorbeerbüschen eingerahmt. Auf der rasenbegrünten, stark ansteigenden Kuppe erhebt sich aus einem Bett von grobem grauen Schotter der Uomo universale (Universalmensch) von Gunther Stilling.

## Kunstwerk
Aufgehängt an vier senkrechten, acht Meter hohen Rohren ragt ein eigenartiges Gerüst in den Himmel, das wie ein technisches Denkmal gut zu dem angrenzenden Industriegebiet zu passen scheint.
Zwischen den vier Pfosten spannen sich über eine Breite von sechs Metern ein Quadrat und ein kreisrunder Reifen, beide aus Rohren gefertigt. Dazwischen tut sich ein schier endloses Gewirr von kleineren und größeren Rohren auf, wie alle anderen Rohre aus Aluminium und 5 cm dick. Nur wenn man längere Zeit hinsieht, wie bei einem Vexierspiel, erkennt man die Figur eines Menschen, dessen Gliedmaßen ähnlich wie beim Turnen mit einem Rhönrad zur Seite ausgreifen und sich an dem Reifen abstützen. Man fühlt sich an die populäre Zeichnung Leonardo da Vincis mit dem sogenannten vitruvianischen Menschen erinnert, die das Proportionsschema der menschlichen Gestalt nach der Theorie des römischen Architekten Vitruv darstellt.

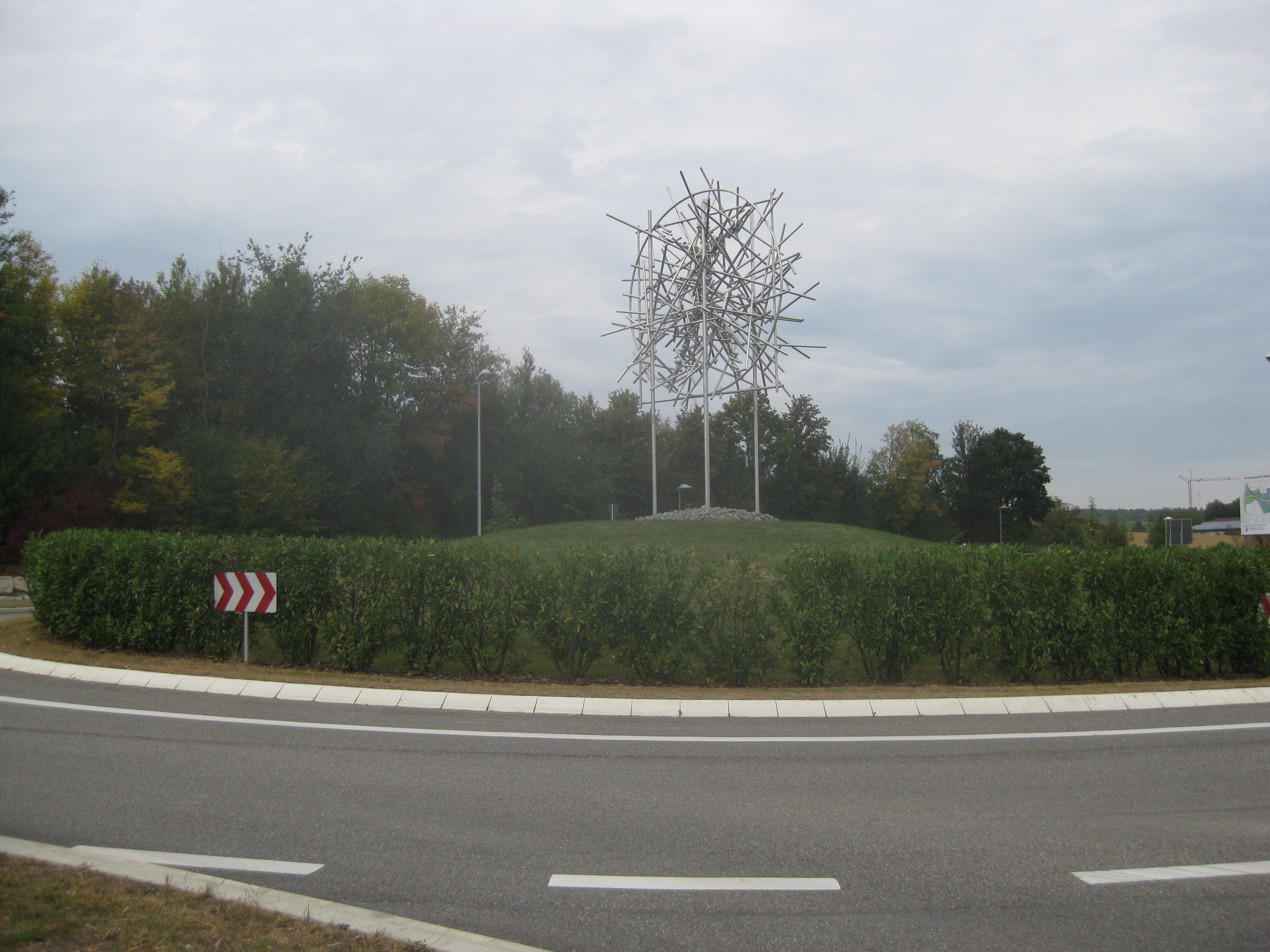
Mittelinsel
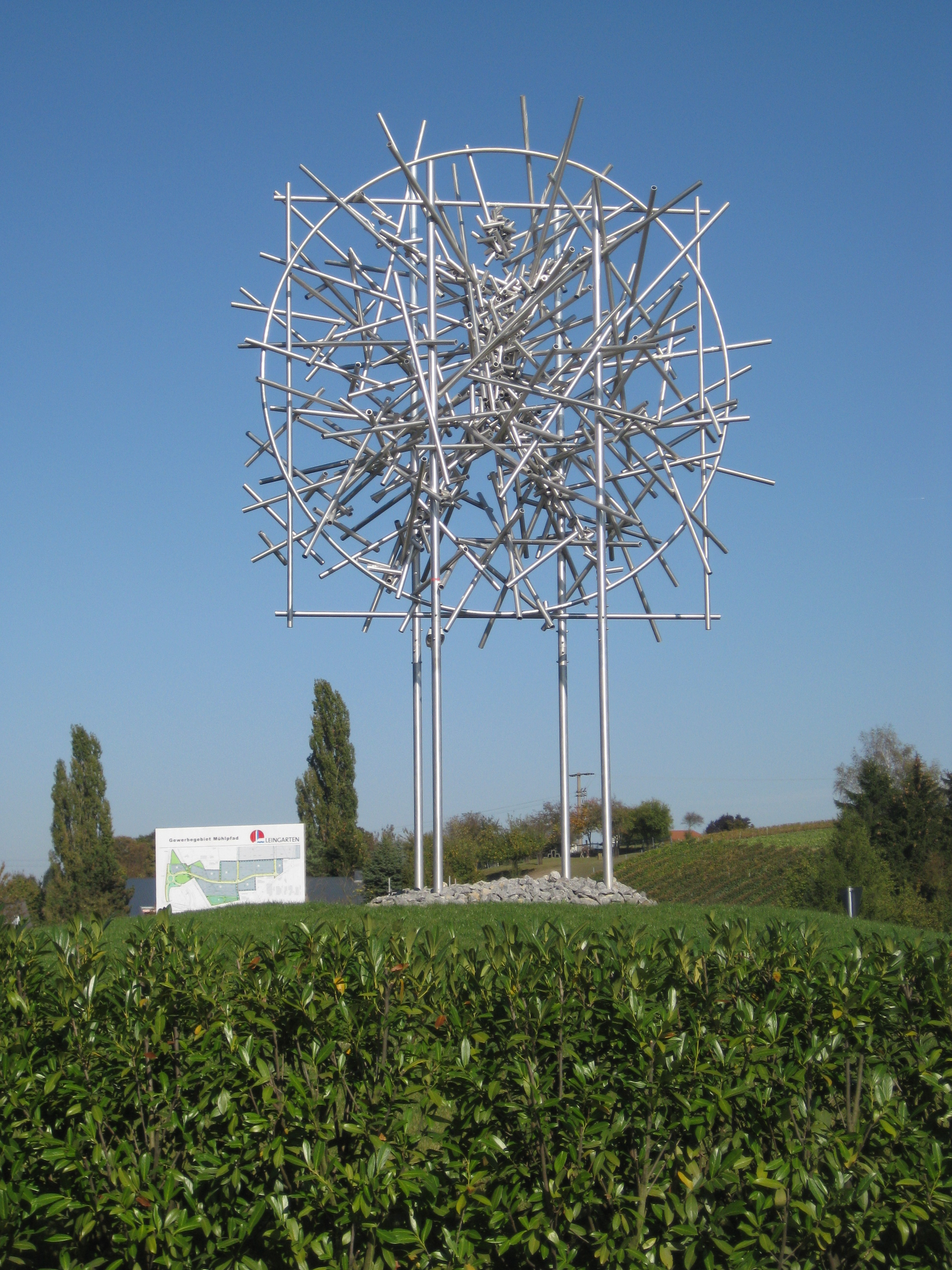
Frontalansicht
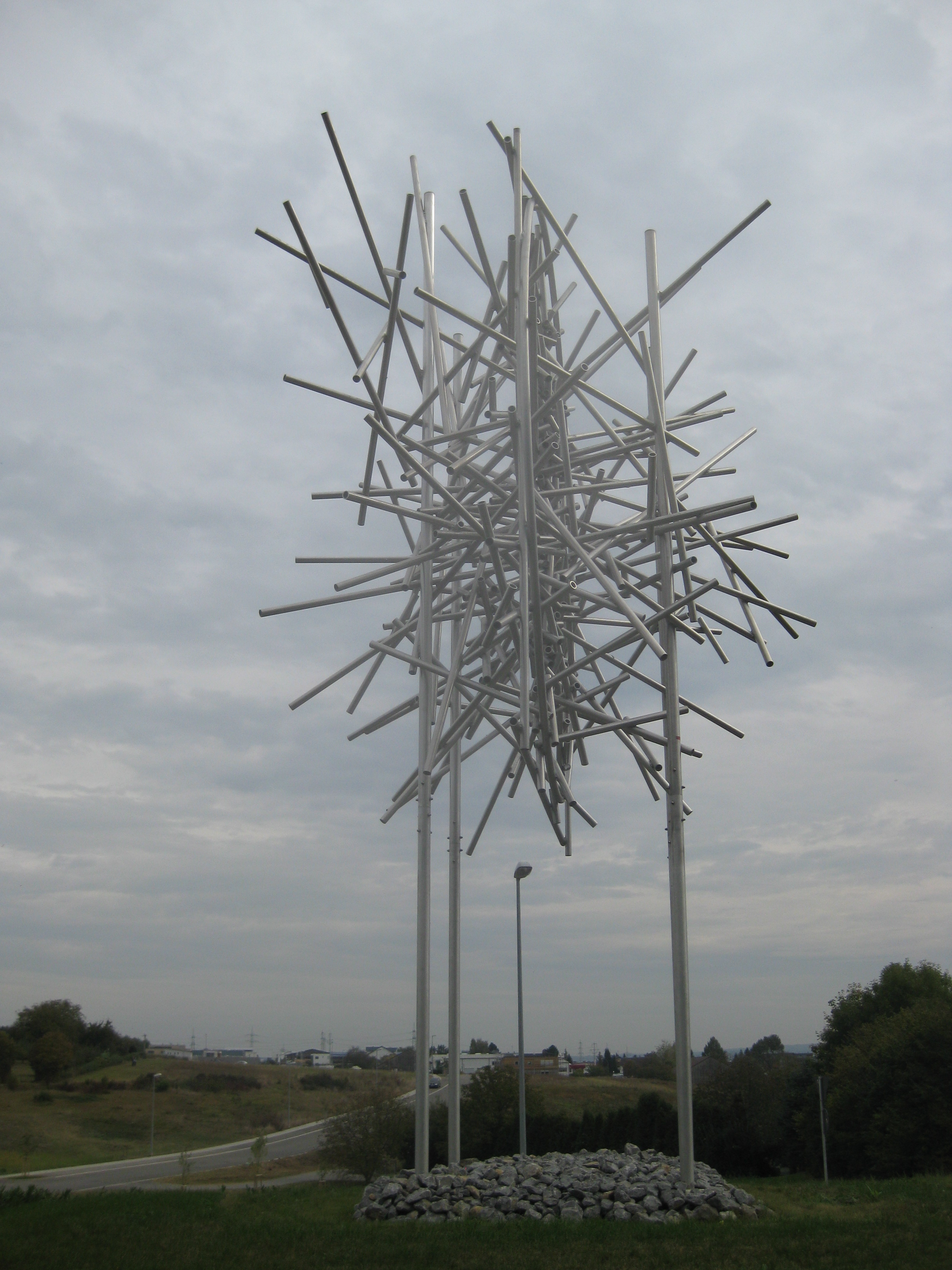
Seitenansicht
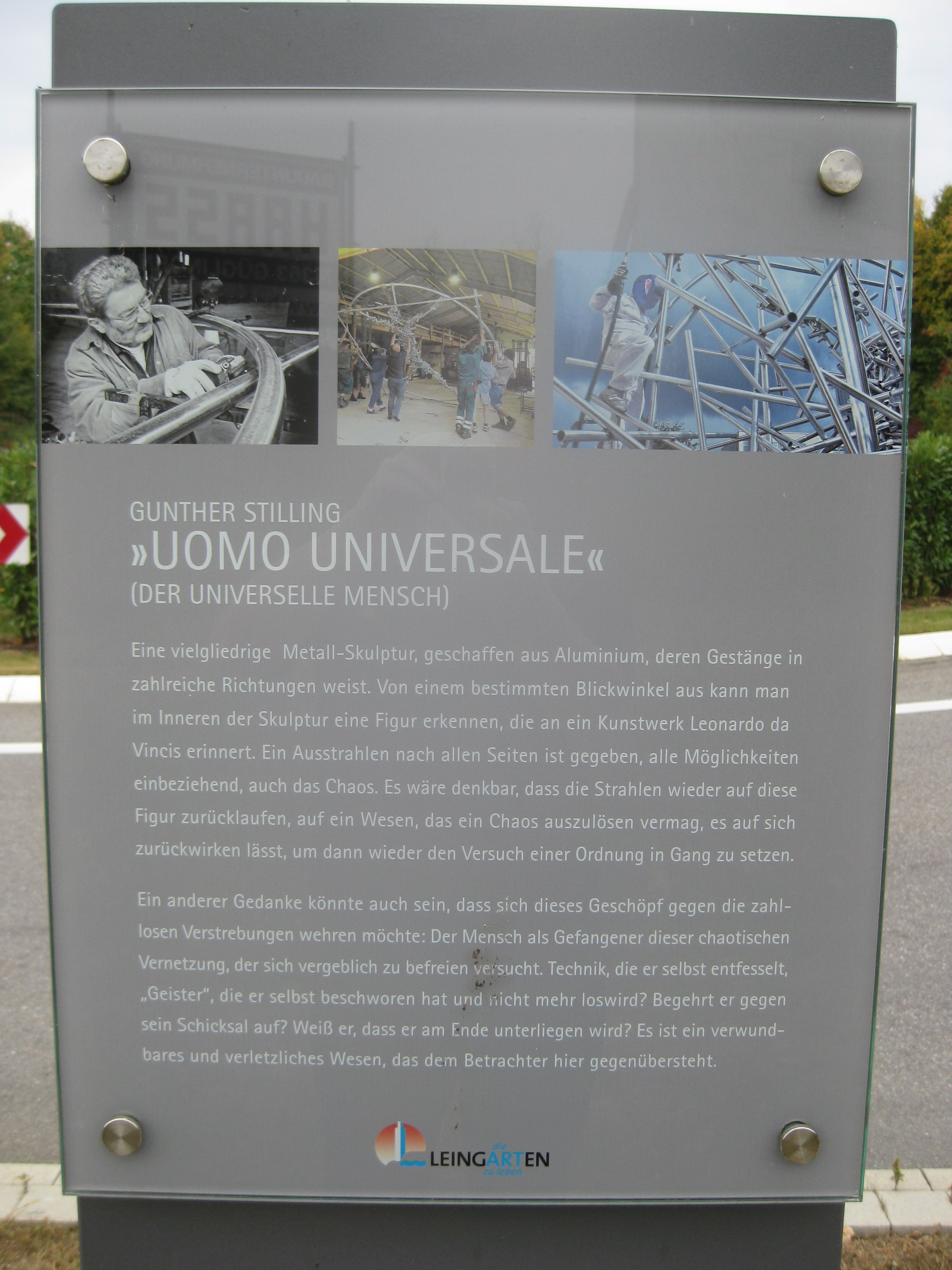
Erklärungstafel
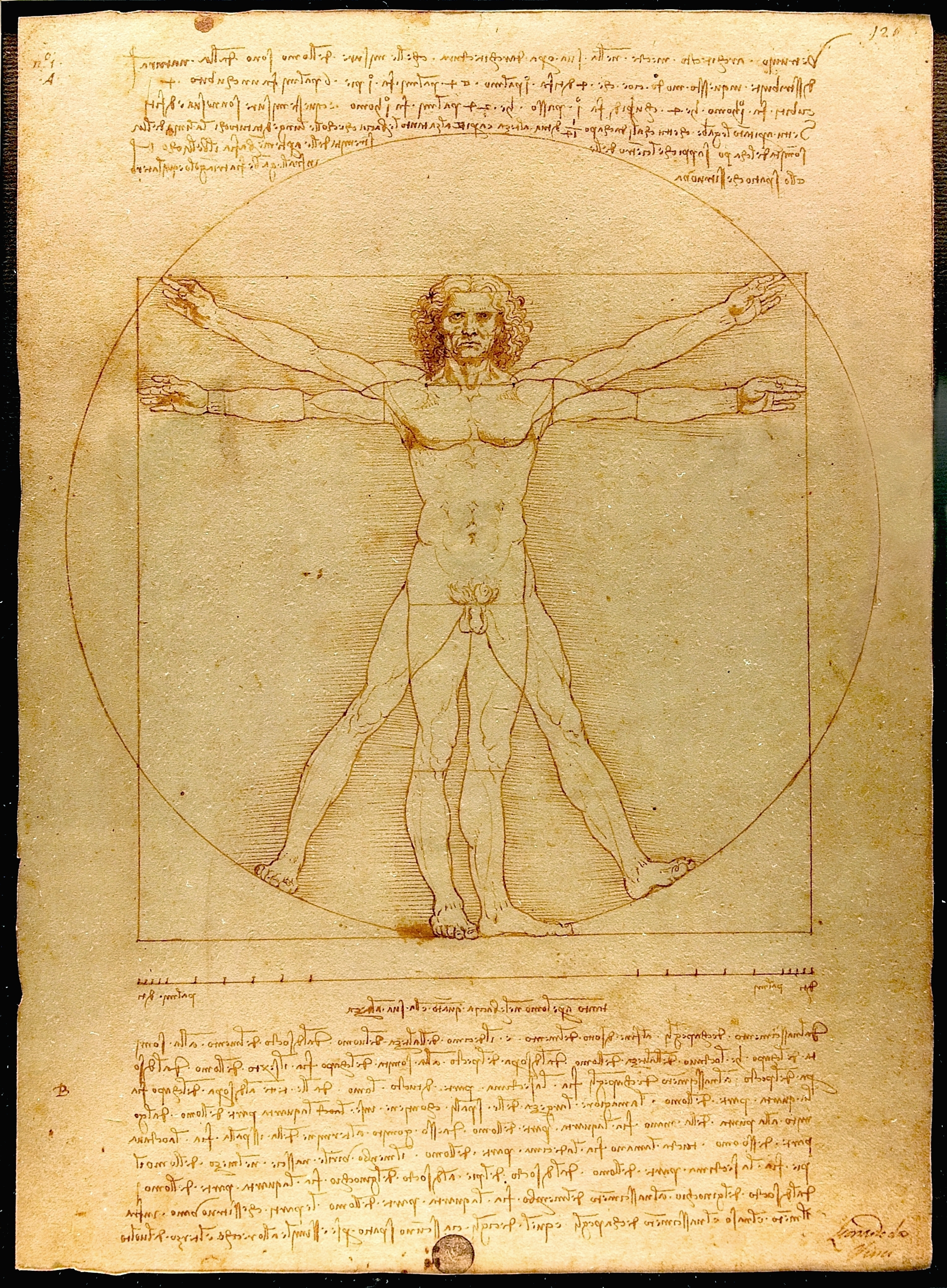
Leonardo da Vinci: Vitruvianischer Mensch

## Künstler
Das bildnerische Thema des 1943 in Serbien geborenen Bildhauers Gunther Stilling aus Leingartens Nachbarstadt Güglingen sind fragmentierte menschliche Figuren, die in ihrer kriegerischen Maskerade anmuten wie Soldaten der griechischen Antike, und denen, eingezwängt in ihre Rüstung, nur minimaler Spielraum zur Entfaltung bleibt. Aufgrund des vorgegebenen niedrigen Budgets entschied sich Stilling dafür, seinen Uomo universale, ganz anders als seine anderen Werke, aus vorgefertigten Aluminiumrohren „von der Stange“ zu schaffen. Die Monumentalplastik zeigt ein Individuum, das eingesperrt ist in einem undurchsichtigen Geflecht von unberechenbaren Einflüssen, Verstrickungen und Verbindungen. Von allen Seiten prasseln die Pfeile des Schicksals auf ihn ein, die tiefe Wunden hinterlassen, wenn es ihm nicht gelingt, sie rechtzeitig abzuwehren. Aber auch er schießt seine Pfeile, die meist ihr Ziel im engen Kreis finden und ihn nur selten durchbrechen.

## Geschichte
Wenn man die Autobahn A6 an der Ausfahrt Bad Rappenau verlässt und über die B39 in Richtung Leingarten fährt, kommt man zuerst durch den Heilbronner Stadtteil Kirchhausen und gelangt dann über die Kirchhausener Straße nach Leingarten hinein. Diese Straße – und in ihrer Verlängerung die Eppinger und die Heilbronner Straße – entpuppt sich als ein Skulpturenpfad von internationalem Rang. Fünf großformatige Objekte säumen den Weg, eine Metallskulptur und vier Stein- bzw. Marmorplastiken. Jedes der Kunstwerke hat seinen ureigenen und unverwechselbaren Charakter.
Gunther Stilling bildet mit Aluminiumrohren den vitruvianischen Mann nach, den man aus der Zeichnung Leonardo da Vincis kennt. Als 2007 die „Möblierung“ von vier Kreiseln und einem Straßeneckplatz anstand, wandte sich der Leingartener Bürgermeister Ralf Steinbrenner an zwei einheimische Künstler, den Bildhauer und Maler Gunther Stilling aus der Nachbarstadt Güglingen und den Heilbronner Grafikdesigner Peter Friedel mit der Bitte um Rat. Es sollte eine Lösung gefunden werden, die nicht nur das Ortsbild prägen würde, sondern „Leingarten auch Gesicht und Gestalt nach innen“ geben würde.
Die beiden Künstler schlugen ein Bildhauersymposium vor und konnten dazu befreundete Künstler aus der toskanischen Marmorstadt Pietrasanta (wo auch Stilling ein Atelier hat) gewinnen. Vom 30. Juni bis zum 22. Juli wurde daraufhin in Leingarten unter dem Namen Kunst – Raum – Kreisel ein internationales Bildhauersymposium veranstaltet, an dem fünf Künstler teilnahmen. In einem permanenten Open-air schufen sie im Freien, mitten in der Stadt und unter großer Anteilnahme der Bevölkerung, ihre Kunstwerke, die mit Ausnahme von Stillings Werk nach Abschluss des Symposiums an den vorgesehenen Plätzen aufgestellt wurden; letzteres wurde erst 2008 aufgestellt. Der so entstandene Skulpturenpfad besteht aus vier Kreiseln und einem Platz an der Ecke einer Straßeneinmündung.